# Ozdín
Ozdín – wieś (obec) na Słowacji położona w kraju bańskobystrzyckim, w powiecie Poltár. Pierwsze wzmianki o miejscowości pochodzą z roku 1279.
Według danych z dnia 31 grudnia 2012, wieś zamieszkiwały 352 osoby, w tym 167 kobiet i 185 mężczyzn.
W 2001 roku rozkład populacji względem narodowości i przynależności etnicznej wyglądał następująco:
- Słowacy – 95,79%
- Czesi – 0,84%
- Romowie – 1,12%
- Ukraińcy – 0,28%
- Węgrzy – 1,69%

Ze względu na wyznawaną religię struktura mieszkańców kształtowała się w 2001 roku następująco:
- Katolicy rzymscy – 46,07%
- Ewangelicy – 41,01%
- Ateiści – 11,24%
- Nie podano – 1,12%